# 大分県立芸術会館

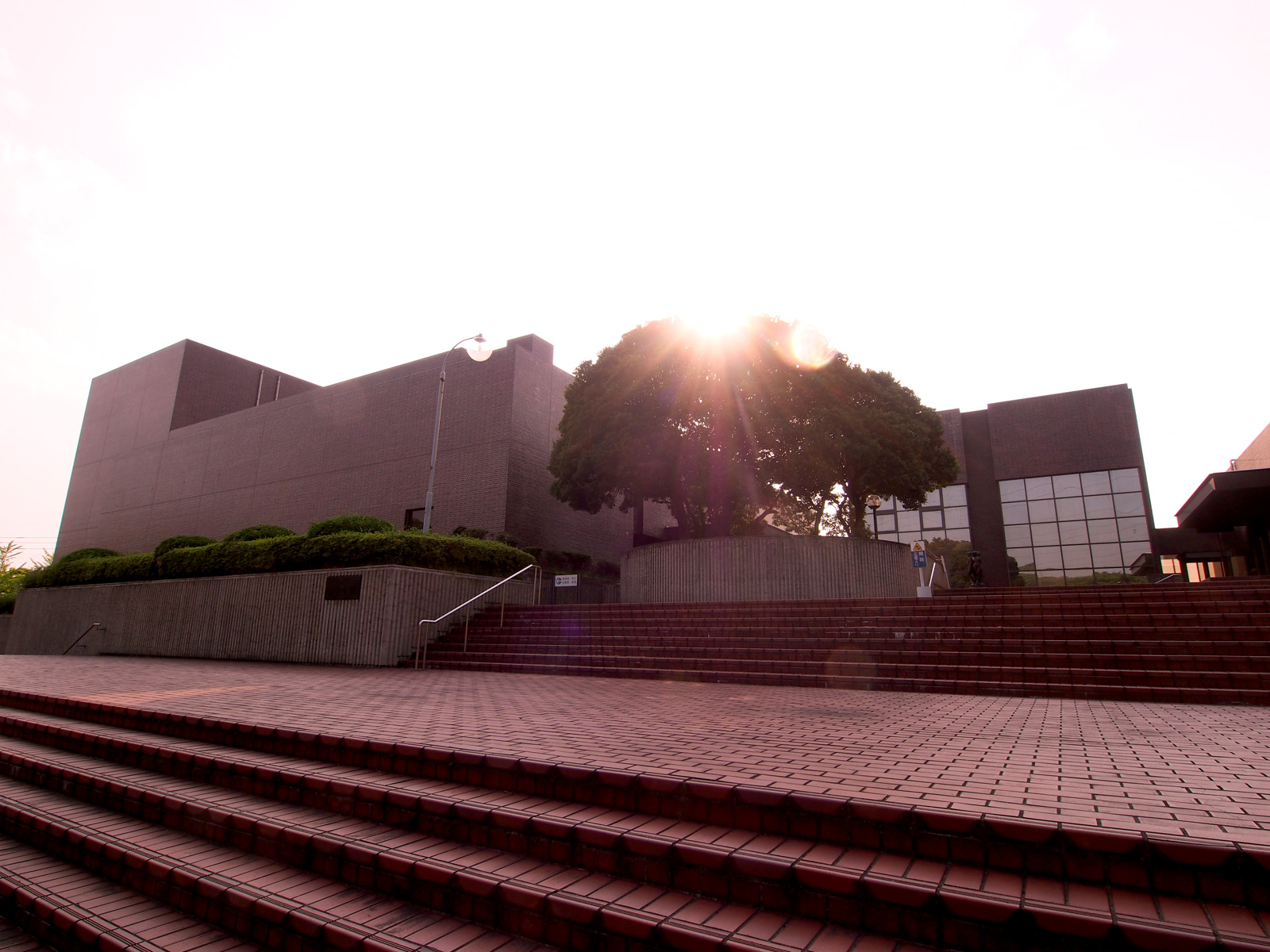
ホール棟

大分県立芸術会館（おおいたけんりつげいじゅつかいかん）は、かつて大分県大分市にあった大分県運営の公営の複合文化施設である。通称は、「芸館」（げいかん）。

## 概要
1977年9月に開館。展示棟に設けられた美術館と、ホール棟に設けられた多目的ホール（県民文化会館・文化ホール）とからなる。
美術館部門は、開館当時、大分市内で唯一の本格的な美術館であった。大分県出身者や関係者を中心に、田能村竹田（南画）、福田平八郎（日本画）、髙山辰雄（日本画）、宇治山哲平（洋画）、朝倉文夫（彫刻）などの作品を所蔵していた。
ホールは、1966年開館の大分文化会館と並んで、コンサートなどの会場として利用され、日本音響家協会による音響家が選ぶ優良ホール100選にも選定されていた。文化ホールの緞帳は、芸術会館が所蔵する髙山辰雄の「豊後」を原画とするものであった。1998年に大分県立総合文化センターを有するOASISひろば21が開館した後は、学校行事や県内の芸術・文化団体による利用が多くなり、アスベストの検出や利用率の低迷のため2012年3月に閉鎖された。

## 施設
- 全体
  - 構造：鉄骨鉄筋コンクリート構造地上3階（メインエントランスは地上2階レベルにある）
  - 敷地面積：18,924.64m2[2]
  - 建築面積：4,345.37m2
  - 延床面積：7,301.98m2
  - 設計：安井建築設計事務所

- ホール棟
  - 3階建
  - 延床面積：2,629.79m2
  - 客席：1,022席

- 展示棟
  - 2階建
  - 延床面積：3,108.35m2
    - 第1展示室：599.80m2
    - 第2展示室：174.96m2
    - 第3展示室：459.25m2

- 管理棟
  - 3階建
  - 延床面積：1,404.90m2

## 所在地
大分県大分市牧緑町1-61

## 交通
- 鉄道

JR九州日豊本線牧駅 徒歩5分
- バス

大分バス 芸術会館入口停留所 徒歩2分、花津留停留所 徒歩5分

## 沿革
1977年9月に開館。

### 新県立美術館の建設

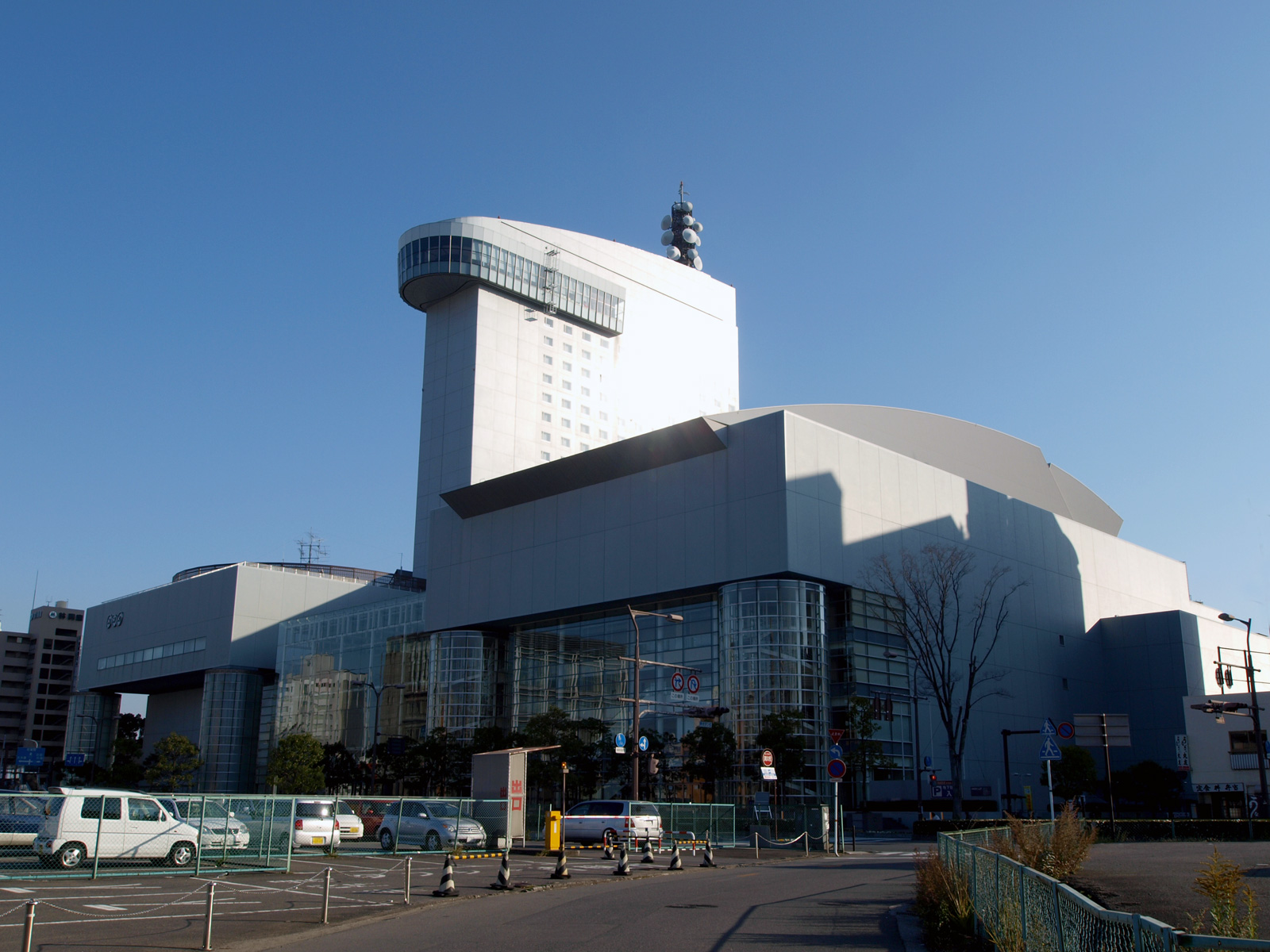
手前左側が新美術館の建設予定地。中央はOASISひろば21。

大分県立芸術会館の老朽化等を踏まえて、大分県では、2010年1月から大分県美術館構想検討委員会を開催し、新しい県立美術館の必要性やあり方などについて検討を行った結果、委員会の答申を受けて2011年2月に県立美術館を新設する方針を表明。同年5月30日には、大分市のOASISひろば21（大分県立総合文化センター）の国道197号（昭和通り）を挟んだ北側の土地に、2015年春までの完成を目指して建設されることが発表された。

### 芸術会館の廃止
一方、県立美術館の建設地決定に伴い、芸術会館の利用方法についての検討が進められたが、県立美術館の開館後に廃止することが、2011年9月21日に公表された。
特に文化ホールについては、2010年9月に基準値を超えるアスベストが検出され、2011年2月から利用が中止されていたが、アスベスト対策のための改修に少なくとも7億円が必要とされ、また、OASISひろば21完成後の文化ホールの利用率が50 - 60%台に低迷していたために、2012年3月末で廃止されることとなった。
文化ホールはこの決定に従い、2012年3月末で廃止された。
また、他の施設については2014年11月末で利用を終了し、2015年3月31日に全館が閉館した。大分県立美術館は、芸術会館閉館後の2015年4月24日に開館した。

### 閉館後
旧芸術会館は改修された上、2017年4月に大分県立埋蔵文化財センターが移転した。文化ホールの緞帳は引き取り手を探しているが、見つかっていない。